# Borboroides stewarti
Borboroides stewarti är en tvåvingeart som beskrevs av Mcalpine 2007. Borboroides stewarti ingår i släktet Borboroides och familjen myllflugor. Inga underarter finns listade i Catalogue of Life.